# PRIDE Bushido 3
PRIDE Bushido 3 fue un evento de artes marciales mixtas producido por PRIDE Fighting Championships, celebrado el 23 de mayo de 2004 en el Yokohama Arena de Yokohama.